# DELI-DELI☆DELICIOUS
「DELI-DELI☆DELICIOUS」（デリデリデリシャス）は、Sea☆Aの楽曲。こだまさおりが作詞、山口朗彦が作曲を手掛けた。Sea☆Aの2枚目のシングルとして2011年11月23日にGloryHeavenから発売された。

## 内容
前作「DREAM SHOOTER」から3ヵ月半ぶりのリリースで、表題曲は、フジテレビ系アニメ『トリコ』エンディングテーマとして使用された。カップリングは、ウィニーが言う「少女の初恋を歌った」の「Ding Dong Ding」とアニメ『化物語』のオープニングのカバー「恋愛サーキュレーション」を収録。Sea☆A Premium Photo Book Edition（初回限定盤）のみ、DVDとフォトブック付きで、通常盤はNormal Editionとしている。メンバー全員の衣装はへそ出しルック及びショートパンツとなっている。
PVは、Sea☆Aがメンバー全員でテレビゲームの世界に入っている映像をお菓子などを飲食しながら見るというもの。テレビゲーム部分はCG撮影になっている。

## 収録曲

### CD
1. DELI-DELI☆DELICIOUS [4:43]
作詞：こだまさおり、作曲・編曲：山口朗彦
2. Ding Dong Ding [4:02]
作詞：藤林聖子、作曲・編曲：和田耕平
3. 恋愛サーキュレーション [4:38]
作詞：meg rock、作曲：神前暁、編曲：菊谷知樹
4. DELI-DELI☆DELICIOUS (off vocal)
5. Ding Dong Ding (off vocal)
6. 恋愛サーキュレーション (off vocal)

DVD（初回限定盤のみ）
1. DELI-DELI☆DELICIOUS（Music Clip）